# Noël Louis St Pierre Bunbury
Noël Louis St Prierre Bunbury, britanski general, * 1890, † 1971.